# Петр Рейнберк
Петр Рейнберк (чеськ. Petr Reinberk, нар. 23 травня 1990) — чеський футболіст, захисник клубу «Словацко» та молодіжної збірної Чехії. Виступав також за клуб «Вітковиці». Володар Кубка Чехії.

## Клубна кар'єра
Петр Рейнберк дебютував у професійному футболі 2009 року виступами за команду «Вітковиці», в якій грав до 2010 року, взявши участь у 24 матчах чемпіонату. З 2010 року Рейнберк став гравцем клубу «Словацко». У складі команди швидко став одним із основних гравців захисної ланки команди. У сезоні 2021—2022 років футболіст став у складі команди володарем Кубка Чехії.

## Виступи за збірні
У 2005 році Петр Рейнберк дебютував у складі юнацької збірної Чехії, загалом на юнацькому рівні взяв участь у 37 іграх, відзначившись одним забитим голом. У 2009 році Рейнберк провів 1 матч у складі молодіжної збірної Чехії.

## Титули і досягнення
- Володар Кубка Чехії (1):

«Словацко»: 2021–2022